# قتلو (سقز)
قرية قتلو (بالكردية: قوتڵوو) هي إحدى القرى التابعة لـخورخوره في ريف قسم زيويه من مقاطعة سقز، في محافظة كردستان الإيرانية.

## السكان
حسب إحصاءات سنة 2006، بلغ إجمالي السكان في قتلو 83 نسمة وعدد المساكن 17 مسكن. لغة سكان قتلو هي اللغة الكردية و هم من أهل السنة والجماعة والمذهب الشافعي.